# Östra Haxböle

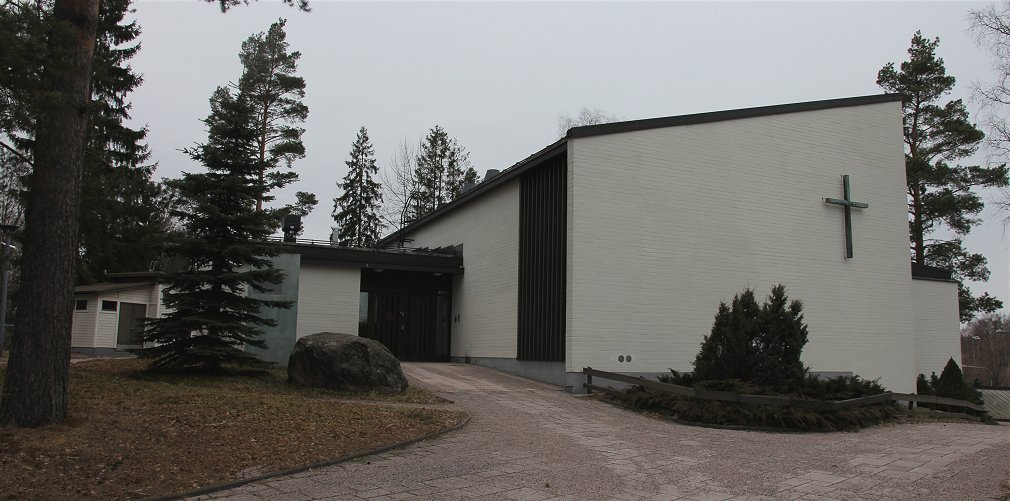
Kyrka i Östra Haxböle

Östra Haxböle (finska: Itä-Hakkila) är en stadsdel i Vanda stad i landskapet Nyland. 
Östra Haxböle ligger öster om Lahtisleden, norr om Håkansböle.  Det finns bland annat daghem, skola, hälsostation, kyrka, fängelse, danspaviljong Helsinki Pavi, och en tysk militärbegravningsplats i Östra Haxböle. 
Brokärr är ett delområde i Östra Haxböle.